# Ben Klassen

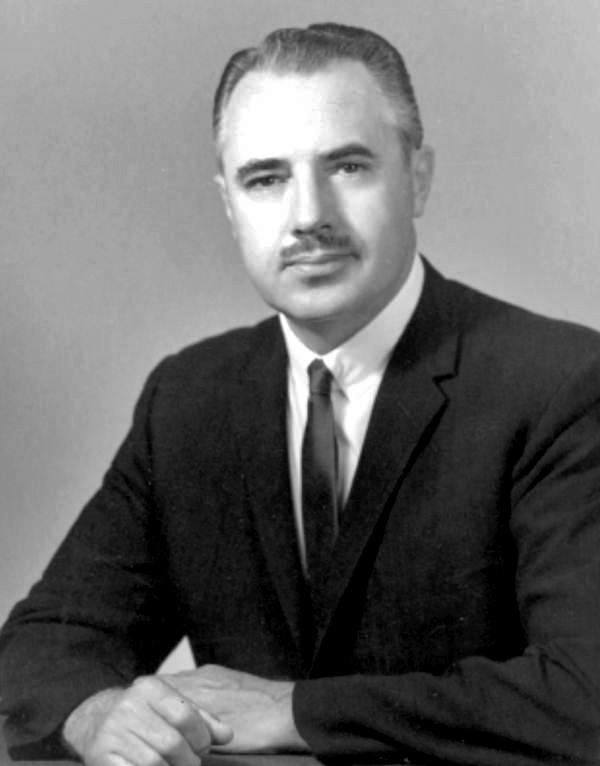
Bernhardt Klassen (1966)

Bernhardt „Ben“ Klassen, auch Bernhard Klassen (Ukrainisch: Бернар Классен; * 7. Februarjul. / 20. Februar 1918greg. in Molotschna; † 6./7. August 1993 in Sarasota) war ein rechtsextremer US-amerikanischer Autor und christlich-fundamentalistischer Führer ukrainisch-deutscher Abstammung. Klassen gründete die Church of the Creator und damit die Creativity-Bewegung. Grundlage dieser Religion ist sein Buch Nature’s Eternal Religion aus dem Jahr 1973.
Klassen war kurze Zeit Politiker in Florida für die Republikanische Partei und Unterstützer des Wahlkampfes des Rassisten George Wallace. Neben seinen religiösen, politischen und weltanschaulichen Aktivitäten arbeitete er als Elektrotechniker und war Erfinder des an der Wand befestigten Dosenöffners.

## Frühes Leben
Klassen wurde am 20. Februar 1918 in der deutschen Mennonitenkolonie Rudnerweide (im heutigen Rozivka im Oblast Saporischschja, Ukraine) als Sohn von Bernhard und Susanna Klassen (geb. Penner) geboren. Er hatte zwei Schwestern und zwei Brüder. Klassen wäre im Alter von neun Monaten fast an Typhus gestorben. Seine Familie litt unter der Hungersnot Anfang der 1920er Jahre. Klassen wurde im Alter zwischen drei und vier Jahren zum ersten Mal mit Religion konfrontiert. Im Alter von fünf Jahren zog seine Familie nach Mexiko in eine andere Mennonitenkolonie, als er sechs war, zog die Familie nach Herschel, Saskatchewan (Kanada). Er lernte am deutsch-englischen Rosthern Junior College, wo er den Abschluss in Arts and Science sowie den Bachelor of Science in Engineering erreichte.

## Selbständigkeit
Klassen gründete als Erwachsener eine Immobilienfirma in Los Angeles als Partner von Ben Burke. Von diesem trennte er sich später und gründete die Silver Spring Land Company. 1952 verkaufte Klassen seinen Anteil und zog sich zurück. Am 26. März 1956 reichte Klassen ein Patent ein bezüglich eines an der Wand montierten Dosenöffners, den er „Canolectric“ nannte. Er gründete Klassen Enterprises, Inc. Wegen des starken Drucks durch Konkurrenzunternehmen zog er sich 1962 aus diesem Geschäft zurück.

## Politische Karriere
Klassen diente als Abgeordneter des Broward County, Florida in Floridas House of Representatives zwischen dem November 1966 bis März 1967. Er vertrat dort eine Richtung, die sich gegen die Überwindung der Rassentrennung (Desegregation) und für eine libertäre Einstellung aussprach. Er kandidierte 1967 für eine Wahl in den Senat Floridas, scheiterte jedoch. Er war 1967 Vize-Präsident einer Organisation in Florida, die den Präsidentschaftswahlkampf des rassistischen George Wallace unterstützte. Klassen war Mitglied der rechten John Birch Society. Wegen der – seiner Meinung nach zu toleranten – Einstellung der John Birch Society gegenüber Juden verließ er diese Organisation. Im November 1970 gründete Klassen zusammen mit Austin Davis die Nationalist White Party. Die Grundlage der Partei war ein rassistisches, christliches Programm, das die Überlegenheit der weißen Rasse propagierte. Das Logo der Partei war ein W, über dem eine Krone schwebte. Jahre später sollte dies das Logo der Creativity-Religion werden.

## Church of the Creator
1973 gründete Klassen die Church of the Creator (COTC) und veröffentlichte sein Werk Nature’s Eternal Religion. Die Anhänger der Religion nannten sich Creators und die praktizierte Religion Creativity. 1982 errichtete Klassen das Hauptquartier seiner Kirche in Otto, North Carolina. Dort gründete er auch eine Schule für Jungen. In einem Sommerprogramm wurden dort zahlreiche sportliche Aktivitäten und Schießübungen angeboten.
Klassen war Pontifex Maximus der Kirche bis zum 25. Januar 1993. An diesem Tage ernannte er Rick McCarty zu seinem Nachfolger.

### Racial holy war
Ben Klassen definierte als erster den Begriff Racial Holy War (RaHoWa), der mit „Heiliger Rassenkrieg“ oder „Heiliger Krieg der Rassen“ übersetzt werden kann. Schwarze Menschen bezeichnete er auch in öffentlichen Predigten als „Nigger“. Dieses Schimpfwort verwendete er auch in seinen Schriften. Dies führte auch zur Ablehnung durch andere weiße Nationalisten, die öffentlich moderatere Töne anschlugen. Klassen schrieb zu diesem Thema:

“Furthermore, in looking up the word in Webster’s dictionary I found the term ‘nigger’ very descriptive: ‘a vulgar, offensive term of hostility and contempt for the black man’. I can’t think of anything that defines better and more accurately what our position … should be … If we are going to be for racial integrity and racial purity … we must take a hostile position toward the nigger. We must give him nothing but contempt.”

„Weiterhin sieht man unter ‚Nigger‘ in Webster’s Dictionary eine sehr bezeichnende Beschreibung: ‚ein vulgärer, beleidigender Ausdruck der Feindseligkeit und der Verachtung für den schwarzen Menschen‘. Ich kann mir nichts vorstellen, was besser und präziser beschreibt, was unsere Haltung sein sollte. Wenn wir nach Rassenreinheit streben, müssen wir eine feindliche Haltung zum Nigger einnehmen. Wir dürfen ihm nichts anderes als Verachtung entgegenbringen.“

In seinem Buch Rahowa – This Planet Is All Ours aus dem Jahre 1987 behauptet er, dass die Juden das Christentum erfunden hätten, um die weißen Menschen zu schwächen. Die erste Pflicht sei es, den jüdischen Behemoth zu zerschmettern.

## Privates
Verheiratet war er mit Henrie Etta Klassen (geb. McWilliams) und beide hatten eine Tochter namens Kim Anita Klassen.

## Tod
Klassen litt unter dem Niedergang seiner Kirche und dem Tode seiner Frau und wählte den Freitod. Er schluckte eine Überdosis Schlaftabletten und starb in der Nacht vom 6. auf den 7. August 1993 in Sarasota. Klassen wurde auf seinem Grundstück in North Carolina bestattet. Heute ist dieses Gebiet als Ben Klassen Memorial Park ausgewiesen.